# Vicegovernatore della Pennsylvania
Il Vicegovernatore della Pennsylvania (ufficialmente: (EN) Lieutenant Governor of Pennsylvania) è la seconda carica esecutiva del governo della Pennsylvania, dopo il governatore. 
L'attuale vicegovernatore è Austin Davis in carica dal 17 gennaio 2023.

## Storia
La carica di vicegovernatore fu istituita dalla Costituzione del 1873. Come per la carica di governatore, la Costituzione del 1968 rese i vicegovernatori eleggibili a succedere a se stessi per un ulteriore mandato di quattro anni.
Fino al 2019, la Pennsylvania era l'unico stato a fornire una residenza ufficiale, la State House a Fort Indiantown Gap, per il suo vicegovernatore. Costruita nel 1940 e in precedenza "residenza estiva" del governatore, divenne disponibile per il vicegovernatore della Pennsylvania nel 1968, quando la residenza dell'attuale governatore fu completata a Harrisburg. Fu trasferita presso il Dipartimento statale per gli affari militari e dei veterani dopo l'approvazione della legislazione in tal senso nel 2019.

### Elezione
Il vicegovernatore viene eletto per un mandato di quattro anni nello stesso anno del governatore. Ogni partito sceglie un candidato per la carica di vicegovernatore indipendentemente dalle primarie per il governatore. 
I vincitori delle primarie di partito vengono poi raggruppati in un'unica lista per le elezioni generali autunnali.

### Funzioni
Gli unici doveri ufficiali della carica sono la presidenza del senato statale e la presidenza del Board of Pardons e del Pennsylvania Emergency Management Council. I vicegovernatori spesso lavorano a progetti aggiuntivi e hanno un programma fitto di eventi comunitari e conferenze.
Il vicegovernatore presiede il Senato della Pennsylvania ed è il primo nella linea di successione al governatore: in caso di decesso, dimissioni o comunque cessazione dell'incarico del governatore, il vicegovernatore diventa governatore. Esprime il voto decisivo nel Senato dello Stato in caso di parità.